# Mathieu Giroux
Mathieu Giroux (Montreal, 3 de febrero de 1986) es un deportista canadiense que compitió en patinaje de velocidad sobre hielo. Está casado con la ciclista Kirsti Lay.
Participó en dos Juegos Olímpicos de Invierno, obteniendo una medalla de oro en Vancouver 2010, en la prueba de persecución por equipos (junto con Lucas Makowsky y Denny Morrison), y el cuarto lugar en Sochi 2014, en la misma prueba. Ganó una medalla de plata en el Campeonato Mundial de Patinaje de Velocidad sobre Hielo en Distancia Individual de 2011.

## Palmarés internacional
| Juegos Olímpicos                           | Juegos Olímpicos   | Juegos Olímpicos | Juegos Olímpicos        |
| Año                                        | Lugar              | Medalla          | Prueba                  |
| ------------------------------------------ | ------------------ | ---------------- | ----------------------- |
| 2010                                       | Vancouver (Canadá) | Medalla de oro   | Persecución por equipos |
| Campeonato Mundial en Distancia Individual |                    |                  |                         |
| Año                                        | Lugar              | Medalla          | Prueba                  |
| 2011                                       | Inzell (Alemania)  | Medalla de plata | Persecución por equipos |